# Чобанян, Аршак

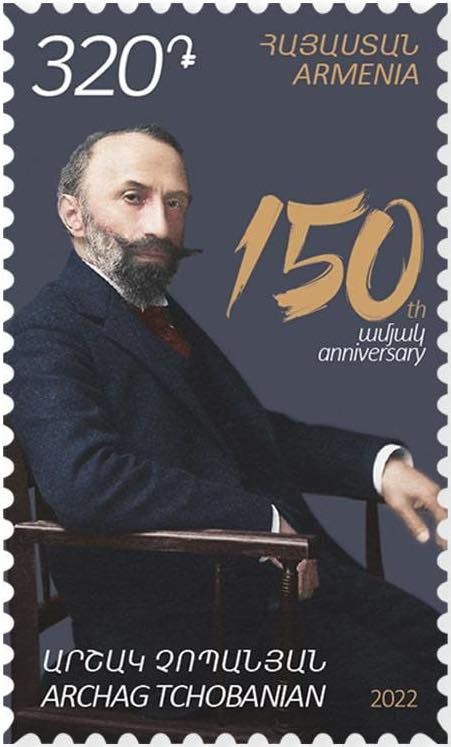
Аршак Чопанян на почтовой марке Армении 2022 г

Аршак Оганес Чобанян (арм. Արշակ Չոպանյան; 15 июля 1872, Бешикташ, Константинополь, Османская империя — 8 июня 1954, Париж, Франция — армянский писатель
, поэт, журналист, редактор, переводчик, литературный критик, драматург, филолог, общественный деятель.
Считается одним из выдающихся армянских писателей-реалистов, хотя у него также много произведений, написанных в романтическом стиле. Внёс неоценимый вклад в родную культуру: популяризировал армянскую словесность во Франции и привлёк внимание Запада к проблемам своего народа.

## Биография
Сын ювелира. Писать стихотворения и переводить французских авторов — Альфонса Доде, Эмиля Золя, Гюстава Флобера, Ги де Мопассана, Теофиля Готье — начал в 1889-м году, в студенческие годы. Эти работы были опубликованы в газете «Аревелк». Поэзию самого армянского писателя впервые напечатал через два года «Аршалуйси Цайнер». Следом лирик выпустил сборник стихотворений «Дрожь» и психологическую новеллу «Великолепие бумаги».
В 1893 году Чобанян завершил работу над своей первой пьесой «Тёмные слои». Спектакль имел огромный успех, и на полученный гонорар драматург отправился в Париж, где познакомился с многими классиками французской литературы.
Спустя год вернулся в Константинополь и стал редактором известного литературного журнала «Цахик», но пробыл на родине недолго. В 1895 году около двух тысяч армян вышли на улицы с требованиями прекратить их выживание с исторической родины и террор, учиненный османскими властями. Изначально мирный марш обернулся новыми жертвами, и Чобанян вместе с другими представителями армянской интеллигенции уехал в Париж, где прожил до самой смерти.
Автор ряда литературных произведений (пьесы, рассказы, стихотворения). На его творчество повлияли Верлен и Бодлер. Однако, Чобанян более известен своими литературными исследованиями, изданием текстов поэтов (Дурян, Пешикташлян) и средневековых армянских лириков (Нахапет Кучак, Овнатан Нагаш, Плуз, Фрик и др.). Долгое время редактировал в Париже журнал «Анаит» и газету «Абага» на армянском языке. Заслуживают внимания его переводы на французский язык лучших образцов армянской лирики, народной и средневековой. Издано на французском языке три тома: «Chants populaires arméniens» (премированы Французской Академией), «Les Trouvéres arméniens» и «Pofemes armeniens anciens et modernes». Чобанян был одним из лидеров буржуазной «народно-демократической партии» зарубежных армян, не разделяющей активной контрреволюционной тактики дашнакской эмиграции.
Писал на армянском и французском языках.